# Death Note/Episodenliste
Diese Episodenliste enthält alle Episoden der japanischen Animeserie Death Note, sortiert nach der japanischen Erstausstrahlung. Der Anime umfasst zwei Staffeln mit insgesamt 37 Episoden.
Light Yagami, ein intelligenter Oberstufenschüler, findet eines Tages ein Notizbuch mit der Aufschrift „Death Note“. Wie er den beigefügten Regeln dieses Buches entnehmen kann, stirbt die Person, deren Name in das Buch geschrieben wird. Light Yagami macht es sich zur Aufgabe, alle Verbrecher auf der Welt mittels dieses Notizbuchs auszulöschen, um so eine neue, bessere Welt zu erschaffen. Dabei sind ihm die Polizei und L, ein mysteriöser Meisterdetektiv, dicht auf den Fersen.

## Episodenliste

### Staffel 1
| Nr. (ges.) | Nr. (St.) | Deutscher Titel | Originaltitel    | Erstausstrahlung Japan | Deutschsprachige Erstausstrahlung (D) |
| --- | --------- | --------------- | ---------------- | ---------------------- | ------------------------------------- |
| 1 | 1         | Wiedergeburt    | 新生 (Shinsei)   | 3. Okt. 2006           | 11. Apr. 2009                         |
| Der Shinigami Ryuk verliert sein Death Note in der Menschenwelt. Mit diesem Notizbuch ist es möglich, Menschen gezielt zu töten, indem man ihren Namen in das Buch einträgt. Light Yagami findet Ryuks Death Note und bringt mithilfe des Buches einige Verbrecher um. Er setzt sich das Ziel, die Welt von diesen schlechten Menschen zu befreien und dadurch eine neue, bessere Welt zu erschaffen. |           |                 |                  |                        |                                       |
| 2 | 2         | Kampf           | 対決 (Taiketsu)  | 10. Okt. 2006          | 11. Apr. 2009                         |
| Aufgrund der stark gestiegenen Todeszahl unter den Verbrechern werden Ermittlungen unter Beteiligung von Interpol aufgenommen. Da die Ermittler die Mordserie unbedingt stoppen wollen, ziehen sie L hinzu, der in der Vergangenheit bereits mehrere knifflige Fälle lösen konnte, seine wahre Identität jedoch geheim hält. L stellt Light alias Kira eine Falle, wodurch er dessen Aufenthaltsort einschränken kann. Kira gewinnt auch international an öffentlichem Interesse. L und Kira schwören sich, die Identität des jeweils anderen herauszufinden und ihn zu töten, um für Gerechtigkeit zu sorgen. |           |                 |                  |                        |                                       |
| 3 | 3         | Ein Geschäft    | 取引 (Torihiki)  | 17. Okt. 2006          | 18. Apr. 2009                         |
| L kann anhand des Zeitraumes, in dem die Morde geschehen sind, den Täter auf einen Schüler beschränken. Nachdem sich Light über den Polizeiaccount seines Vaters Einsicht in die polizeilichen Akten verschafft hat, ändert er seine Vorgehensweise und bringt nun Gefängnisinsassen im Abstand von einer Stunde durch Herzversagen um. Das bestätigt Ls These. Auf dem Heimweg von der Schule wird Light von einem unbekannten Mann bis zu seinem Haus verfolgt. Dort angekommen, schlägt Ryuk Light ein Geschäft vor: Er bietet Light den „Blick eines Shinigami“ an, mit dem man Namen und die verbleibende Lebenszeit von Personen sehen kann, er verlangt dafür jedoch im Gegenzug die Hälfte von Lights verbleibender Lebenszeit. |           |                 |                  |                        |                                       |
| 4 | 4         | Verfolgt        | 追跡 (Tsuiseki)  | 24. Okt. 2006          | 18. Apr. 2009                         |
| Light lehnt das in der vorherigen Folge thematisierte Geschäft mit Ryuk ab. Er testet weitere Todesursachen mittels des Death Note aus, indem er sechs weitere Gefängnisinsassen umbringt. Jeder von ihnen soll vor seinem Tod eine andere Aufgabe erfüllen. Drei der Insassen ist es jedoch nicht möglich, diese Aufgabe aus physikalischen und sonstigen Gründen zu erfüllen, weshalb sie durch Herzversagen sterben. Um den Namen seines Verfolgers herauszufinden, organisiert Light ein Date mit einer Klassenkameradin. Während des Dates werden sie beschattet und gelangen dabei in eine von Light mittels Death Note organisierte Geiselnahme im Bus. Der FBI-Agent Ray Penber offenbart Light seine Identität um ihm zu bestätigen, dass er kein Komplize des Geiselnehmers ist. Nachdem der Geiselnehmer ein aus dem Death Note gerissenes Papierstück berührt, kann er Ryuk sehen, schießt daraufhin sein ganzes Magazin leer und kommt bei der Flucht aus dem Bus bei einem Verkehrsunfall ums Leben. |           |                 |                  |                        |                                       |
| 5 | 5         | Strategien      | 駆引 (Kakehiki)  | 31. Okt. 2006          | 25. Apr. 2009                         |
| Light stellt Ray eine Falle und bringt ihn dazu, alle weiteren FBI-Ermittler ohne dessen Kenntnis umzubringen. Nachdem alle FBI-Ermittler, die in den Fall involviert sind, durch Herzversagen sterben, erliegt auch Ray einem Herzstillstand. In den letzten Sekunden seines Lebens sieht er Light und erlangt Erkenntnis über die Identität Kiras. Rays Frau, ehemalige FBI-Agentin, beschließt nach dem Tod ihres Mannes, die Identität Kiras aufzudecken und ermittelt auf eigene Faust. Durch die Tode der FBI-Agenten lassen sich immer mehr Ermittler der japanischen Polizei vom Fall Kira abziehen. Letztendlich bleiben inklusive Lights Vater, der die Ermittlungen leitet, noch fünf Ermittler übrig. L beschließt, um das Vertrauen der verbleibenden Ermittler zu ihm zu stärken, ihnen seine Identität zu offenbaren. Dafür engagiert er ein Treffen mit ihnen in seinem Hotelzimmer, welches fortan als Ermittlungszentrale des Falls dienen soll. |           |                 |                  |                        |                                       |
| 6 | 6         | Das Detail      | 綻び (Hokorobi)  | 7. Nov. 2006           | 25. Apr. 2009                         |
| Die Ermittler der japanischen Polizei sehen zum ersten Mal L in Person. Er führt mit ihnen Einzelgespräche, um sicherzugehen, dass keiner der Anwesenden Kira ist. Dabei präsentiert er ihnen auch seine neusten Erkenntnisse über Kira und dessen Vorgehensweise. Aufgrund der intensiven Ermittlungen soll Light seinem Vater zusätzliche Kleidung vorbeibringen. Im Polizeigebäude wird ihm ausgerichtet, dass keiner der Ermittlungsgruppe aktuell erreicht werden kann. Er gibt die Kleidung am Empfang ab und trifft dabei auf Penbers Frau, welche unbedingt mit einem der Ermittler des Kira-Falls sprechen will. Light begleitet sie daraufhin nach draußen und sie teilt ihm ihre Vermutung mit, dass ihr Mann auf Kira getroffen sein muss und deshalb gestorben ist. Light sieht darin eine Gefahr und plant, sie aus dem Weg zu schaffen. |           |                 |                  |                        |                                       |
| 7 | 7         | Versuchung      | 曇天 (Donten)    | 14. Nov. 2006          | 2. Mai 2009                           |
| Nach den Einzelgesprächen ist L sich sicher, dass keiner der Ermittler Kira ist. Er stattet sie deshalb mit gefälschten Ausweisen aus, damit sie ihre wahre Identität verbergen können. Dabei kommt auch Watari hinzu, welcher bisher immer als Vermittlungsperson zwischen L und der Polizei fungiert hat. Light schreibt den Namen von Penbers Frau auf eine herausgerissene Seite seines Death Notes, muss dabei jedoch feststellen, dass ihr Tod nicht eintritt. Er zieht daraus den Schluss, dass sie sich als Vorsichtsmaßnahme unter falschem Namen vorgestellt hat. Da sie zum Polizeigebäude zurückkehren möchte, bleibt Light nicht mehr viel Zeit, ihren wahren Namen herauszufinden. Er folgt ihr deshalb und gibt im Gespräch mit ihr an, selbst zu der Ermittlungsgruppe um L zu gehören und sie als neues Mitglied hinzuzuziehen. Dafür verlangt er nach einem Ausweis und kann dadurch an ihren echten Namen gelangen. Als er diesen auf dem herausgerissenen Zettel notiert, ändert die junge Frau ihre Meinung und fasst den Entschluss zum Suizid. |           |                 |                  |                        |                                       |
| 8 | 8         | Blick           | 目線 (Mesen)     | 21. Nov. 2006          | 2. Mai 2009                           |
| Ls Ermittlerteam wertet die Kameraaufnahmen aus, auf denen die verstorbenen FBI-Agenten zu sehen sind. Bei den Aufnahmen von Ray Penber am Bahnsteig bemerkt L, dass Ray kurz vor seinem Tod in Richtung der offenen Zugtüren schaut und möglicherweise Kira dort sieht. Um den Verdächtigenkreis weiter einschränken zu können, schlägt er deshalb vor, die Wohnhäuser der beiden leitenden Ermittler mittels Kameras überwachen zu lassen. Light bemerkt dies und besorgt sich daraufhin einen Minifernseher, den er in einer Chipstüte versteckt. Auf den Kameraaufzeichnungen sieht es so aus, als ob er für die anstehenden Prüfungen lernen würde, während er in Wahrheit weitere Namen in das Death Note schreibt. Durch verschiedene Bemerkungen, die Light äußert, erkennt L die Intelligenz und Cleverness Lights. |           |                 |                  |                        |                                       |
| 9 | 9         | Kontakt         | 接触 (Sesshoku)  | 28. Nov. 2006          | 9. Mai 2009                           |
| Die Kameras in den Wohnhäusern der Ermittler werden entfernt, da kein Familienmitglied ein auffälliges Verhalten gezeigt hat. Light hat seine Aufnahmeprüfung für die Universität, an welcher auch L unter teilnimmt. An der Immatrikulationsfeier halten beide eine Rede, da sie die Prüfung als beste fehlerfrei absolviert haben. L tritt dabei unter dem Namen „Hideki Ryuga“ auf, derselbe Name eines berühmten Popstars. L gibt Light seine Identität preis unter dem Vorwand, ihn in den Fall Kira einzubeziehen. Light durchschaut Ls Plan, dass ein versuchter Mord an L den Verdacht sofort auf sich selbst lenken würde. Er beschließt deshalb, eine Freundschaft mit L vorzutäuschen, um mehr über seine Identität zu erfahren und sich die Informationen der Ermittlungen zu Nutze zu machen. |           |                 |                  |                        |                                       |
| 10 | 10        | Zweifel         | 疑惑 (Giwaku)    | 5. Dez. 2006           | 9. Mai 2009                           |
| Light und L treten in einem Tennismatch gegeneinander an. Anschließend gehen sie in ein Cafe. Dabei will L Lights Kombinationsgabe testen und der Verdacht, dass es sich bei Light um Kira handelt, erhärtet sich. Beide erhalten einen Anruf auf ihren Handys, dass Lights Vater einen Herzinfarkt erlitten habe und sich derzeit im Krankenhaus befinde. Im Krankenhaus angekommen erfahren sie, dass der Fall Kira Herrn Yagami enorm gestresst habe und Ursache für den Herzinfarkt gewesen sei. Er bestätigt Light, dass es sich bei Ryuzaki, wie L vom Ermittlerteam genannt wird, wirklich um L handelt. Light soll daraufhin aufgrund seiner Kombinationsgabe in die Ermittlungen einbezogen werden. Dem Programmdirektor von SakuraTV werden 4 Kassetten des Absenders Kira zugespielt, mit dem Auftrag, diese auszustrahlen. Bei Verweigerung der Ausstrahlung droht ihnen Kira mit dem Tod. |           |                 |                  |                        |                                       |
| 11 | 11        | Movie           | 突入 (Totsunyuu) | 12. Dez. 2006          | 16. Mai 2009                          |
| SakuraTV strahlt die vier Kassetten aus. Um aller Welt zu beweisen, dass es sich beim Absender um Kira handelt, werden zwei Moderatoren auf verschiedenen Fernsehsendern durch Herzversagen ermordet. L veranlasst einen Abbruch der Ausstrahlung, woraufhin einer der Ermittler zum Gebäude des Senders fährt, dort vor den Eingangstüren zusammenbricht und stirbt. Kurz darauf fährt ein LKW in den Eingangsbereich des Senders. Bei dem Fahrer handelt es sich um Oberinspektor Yagami, welcher trotz seines angeschlagenen Zustandes die vier Kassetten beschlagnahmen kann. Nach einem Telefonat mit L, welcher eine Polizeisperre organisiert, schafft er es sicher aus dem Gebäude zu entkommen. Während die beim Sender von Kira eingegangenen Schriftstücke zur Analyse ins Labor gebracht werden, untersucht L den Inhalt der Kassetten genauer. Er lässt Kassette Nr. 4 ausstrahlen, welche Kira mitteilt, dass die Polizei eine Zusammenarbeit mit ihm verweigert. L kommt zu der Annahme, dass es sich um einen zweiten Kira handelt und beschließt, Light in die Ermittlungen einzubeziehen, falls dieser zustimmt. Ein Mädchen namens Misa, welches ebenfalls von einem Shinigami begleitet wird, meint, dass sie Kira aufgrund ihrer Augen überlegen sei. Sie hat den Blick eines Shinigamis. |           |                 |                  |                        |                                       |
| 12 | 12        | Liebe           | 恋心 (Koigokoro) | 26. Dez. 2006          | 16. Mai 2009                          |
| Light gehört nun zur Sonderkommission im Kira-Fall. Er bestätigt L in dessen Annahme, dass es einen zweiten Kira geben muss. Light soll daraufhin eine Antwort als Kira an Kira Nr. 2 verfassen, die öffentlich ausgestrahlt wird. Es dauert nicht lange, bis Kira 2 antwortet und Details wie „Shinigamis“ und „Augen“ erwähnt. Die Polizei sieht dies als Codewörter, die nur von den beiden verstanden werden. Des Weiteren bittet Kira 2 um ein Treffen mit Kira. Es wird erzählt, wie Misa in den Besitz ihres Death Notes kam. Es gehörte ursprünglich Jealous, einem Shinigami, welcher mit seinem Leben bezahlte, als er Misa vor einem Messerangriff rettete, indem er den Namen ihres Angreifers in sein Death Note schrieb. Light geht in das Cafe, indem er bereits mit L war und überlegt sich, wie er mit Kira 2 vorgeht. Misa ist ebenfalls in diesem Cafe, die beiden bemerken einander nicht. |           |                 |                  |                        |                                       |
| 13 | 13        | Geständnis      | 告白 (Kokuhaku)  | 9. Jan. 2007           | 23. Mai 2009                          |
| Die Polizei erhält eine Tagebuchseite von Kira 2, auf der in der Gegend um Aoyama verschiedene Treffen notiert sind. Matsuda und Light gehen getarnt mit Lights Freundesgruppe in der Nähe des Note Blue, wo sich Kira 2 befindet. Misa in Verkleidung, erkennt Light trotzdem als Kira, da Death-Note-Besitzer die verbleibende Lebenszeit anderer Death-Note-Besitzer nicht sehen können. Sie teilt in einer weiteren Kassette mit, dass sie nun von Kiras Identität weiß. Nach einer ausführlichen Internetrecherche findet sie seinen Wohnort heraus, den sie umgehend aufsucht. Dabei bietet sie Light an, den Blick des Shinigamis in seinem Sinne anzuwenden und äußert den Wunsch, mit ihm zusammen zu sein, da er ihr Held sei und den Mörder ihrer Eltern getötet hat. Diesen Wunsch kann er ihr nicht erfüllen, diesen Schein aber in der Öffentlichkeit erwecken. |           |                 |                  |                        |                                       |
| 14 | 14        | Freund          | 友達 (Tomodachi) | 16. Jan. 2007          | 23. Mai 2009                          |
| Light bespricht mit Misa ihr weiteres Vorgehen und die beiden zeigen sich ihre Shinigamis. Misa schickt der Sonderkommission eine Nachricht von Kira 2 auf Lights Wunsch. In dieser teilt sie mit, sich nicht weiter mit Kira zu treffen, aber trotzdem das gleiche Ziel mit ihm verwirklichen zu wollen. L bemerkt, dass beide Kiras nun in Kontakt stehen und fragt auch Light nach dessen Einschätzung. Light begrenzt den Kontakt zu Misa vorerst auf das Minimum, bis sie ihn nachts auf offener Straße trifft und ihm nachhause folgt. Dabei wird er von einem Ermittler der Sonderkommission beschattet. Zuhause angekommen, verwickelt er Misa und Rem in einen hinterlistigen Plan: um Misa glücklich zu machen, die glücklich ist, wenn Light es ist, soll Rem L mittels ihres Death Notes töten, auch wenn sie dafür ihr Leben gibt. |           |                 |                  |                        |                                       |
| 15 | 15        | Glücksspiel     | 賭け (Kake)      | 23. Jan. 2007          | 30. Mai 2009                          |
| L sucht Light in der Uni auf und teilt ihm mit, dass seine Identität als Kira bestätigt wurde, wenn L innerhalb der nächsten Tage stirbt. Misa kommt ebenfalls hinzu und ist verwundert darüber, als sich L ihr gegenüber unter falschem Namen vorstellt. Misas Managerin kommt vorbei, da sie Misa zu einem wichtigen Termin begleitet. Light will Misa anrufen, um sie nach Ls richtigem Namen zu fragen, allerdings hat L Misas Handys in der Menschenmenge an sich genommen. Kurz darauf teilt er Light mit, dass sie Misa vorläufig festgenommen haben, da sie im Verdacht steht, Kira 2 zu sein. Misa hält trotz der erweiterten Verhörmethoden stand, jedoch kommt sie bald an ihre psychischen Grenzen. Rem löscht deshalb Misas Erinnerung an das Death Note, wodurch das Death Note an Light übertragen wird. Sie bittet ihn darum, Misa aus dieser Situation zu befreien. Andernfalls schreibt sie seinen Namen in ihr Death Note. |           |                 |                  |                        |                                       |
| 16 | 16        | Entscheidung    | 決断 (Ketsudan)  | 30. Jan. 2007          | 30. Mai 2009                          |
| Light tritt seine Besitzansprüche an Misas Death Note ab, wodurch es in Rems Besitz übergeht. Er lässt sich auf seinen Wunsch hin von L inhaftieren. Oberinspektor Yagami kann es nicht ertragen, dass sein Sohn nun in einer Zelle unter Beobachtung steht, weshalb auch er sich inhaftieren lässt. Light verwendet eine Codewort, welches Ryuk zu verstehen gibt, nun auch die Erinnerung an sein Death Note zu löschen. Durch die plötzliche Änderung von Lights Verhalten kann L keine weiteren Schlussfolgerungen mehr ziehen. In den ersten Tagen nach Lights Inhaftierung geschehen keine weiteren Morde an Verbrechern, bis auf einmal zwei Strafgefangene sterben, welche kurz zuvor in den Medien erwähnt wurden. |           |                 |                  |                        |                                       |
| 17 | 17        | Vollstreckung   | 執行 (Shikkou)   | 6. Feb. 2007           | 6. Juni 2009                          |
| Rem hat eines ihrer Death Notes an einen Menschen übergeben, der damit nicht nur Straftäter umbringt. Light und Misa werden von Oberinspektor Yagami mit dem Auto zu einem abgelegenen Ort gebracht. L hat geplant, sie hinrichten zu lassen. Lights Vater will zuerst Light und dann sich selbst töten, da die Wahrscheinlichkeit, dass es sich bei Light um Kira handelt, relativ hoch ist. Es stellt sich heraus, dass es nur eine Inszenierung seitens L war, der das Geschehen durch eine versteckte Kamera im Auto beobachten konnte. Er wollte so ein Geständnis von Misa und Light erzwingen. Beide werden daraufhin aus der Gefangenschaft freigelassen, stehen jedoch weiter unter Ls Beobachtung. Da L alles für den Fall Kira gibt, um ihn zu lösen, investiert er viel Geld in den Neubau eines 23-stöckigen Gebäudes, welches der Sonderkommission von nun an als Ermittlungszentrale dienen wird. |           |                 |                  |                        |                                       |
| 18 | 18        | Team            | 仲間 (Nakama)    | 13. Feb. 2007          | 6. Juni 2009                          |
| Misa und Light treffen sich ihn Misas Apartment auf ein Date. L ist ebenfalls anwesend, um die beiden zu beobachten, da er sich sicher ist, dass beide Kira waren. Light schlägt L daraufhin und es kommt zum Kampf zwischen den beiden. L stellt die Ermittler der Sonderkommission vor eine Entscheidung: entweder sie kehren zur Polizei zurück oder sie werden aus dem Polizeidienst entlassen und widmen ihre ganze Arbeit dem Fall Kira. Aizawa entscheidet sich schweren Herzens gegen den Kira-Fall, da er eine kleine Familie zu versorgen hat. Light analysiert die letzten Opfer von Kira genauer und stellt fest, dass es sich bei ihnen um Personen mit einer hohen Stellung innerhalb verschiedener Firmen handelte. Die Tode haben scheinbar die Aktienkurse so beeinflusst, dass die Yotsuba Group immens davon profitiert. |           |                 |                  |                        |                                       |
| 19 | 19        | Matsuda         | 松田 (Matsuda)   | 20. Feb. 2007          | 13. Juni 2009                         |
| Matsuda möchte nicht nur die „Praktikantenaufgaben“ erledigen, weshalb er sich auf eigene Faust in das Gebäude der Yotsuba Group schleicht, um an Informationen über Kira zu kommen. Dabei wird er erwischt, kann jedoch über den Sender in der Gürtelschnalle noch ein Signal an L senden. Matsuda versucht Zeit zu gewinnen, indem er Misa als Werbefigur der Agentur vermarktet. L ruft Matsuda an und kann durch geschickte Fragen dessen Lage einschätzen. L denkt sich einen Plan aus, um Matsuda aus dem Gebäude zu holen: Misa begrüßt die acht wichtigsten Mitarbeiter der Yotsuba Group. Bei der Begrüßungsfeier ist auch Matsuda anwesend, welcher vorgibt, zu viel getrunken zu haben und bei dem Vorführen eines Kunststückes vom Balkon des Apartments in die Tiefe stürzt. In Wahrheit fällt er auf eine Matratze einen Balkon tiefer. Da die Yotsuba Group von Matsudas Tod ausgeht, verwerfen sie den Plan, ihn durch Kira umbringen zu lassen. |           |                 |                  |                        |                                       |

### Staffel 2
| Nr. (ges.) | Nr. (St.) | Deutscher Titel   | Originaltitel    | Erstausstrahlung Japan | Deutschsprachige Erstveröffentlichung (D/A/CH) |
| --- | --------- | ----------------- | ---------------- | ---------------------- | ---------------------------------------------- |
| 20 | 1         | Notlösung         | 姑息 (Kosoku)    | 27. Feb. 2007          | 13. Juni 2009                                  |
| L lässt den Konferenzraum der Yotsuba Group verwanzen. Da die Yotsuba Group über das nächste mögliche Opfer von Kira spricht, planen Light und L eines der Mitglieder der Yotsuba Group zu kontaktieren und es als Spion einzusetzen, da sie Kira in den Reihen der Geschäftsführer vermuten. L äußert Light gegenüber die Vermutung, dass er Kira ist und zeitnah die Kraft, welche Kira zum Töten besitzt, wiedererlangt. Um an zusätzliche Informationen zu gelangen, soll Misa die Yotsuba Group infiltrieren. |           |                   |                  |                        |                                                |
| 21 | 2         | Aktivität         | 活躍 (Katsuyaku) | 6. März 2007           | 20. Juni 2009                                  |
| Misa hat ein Gespräch mit den höchsten Personen der Yotsuba Group. Was sie dabei antworten soll und wie sie sich verhalten soll, wurde vorher durch Light bestimmt. In einer kurzen Pause sucht Misa die Toiletten auf, wo sie von Rem mit dem Stück einer Death-Note-Seite berührt wird. Sie erschrickt, doch durch ein Gespräch mit Rem kann sie sich langsam wieder an die Zeit vor ihrer Gefangennahme durch L erinnern. Rem gibt ihr zu verstehen, dass sich der aktuelle Kira unter den Leuten im Gesprächsraum befindet. Als sie diesen erkennt, gelingt es ihr ein paar Tage später, diesen zu einem angeblichen Date zu treffen. Dabei demonstriert sie ihm, dass sie Kira 2 ist, indem Rem in ihrem Namen einen zuvor benannten Verbrecher tötet. Um ihr zu beweisen, dass er Kira sei, bittet sie ihn darum, das Morden zu stoppen und es nur dann zu tun, wenn sie es ihm auftrage. |           |                   |                  |                        |                                                |
| 22 | 3         | Führung           | 誘導 Yuudou      | 13. März 2007          | 20. Juni 2009                                  |
| 23 | 4         | Raserei           | 狂騒 Kyousou     | 20. März 2007          | 27. Juni 2009                                  |
| 24 | 5         | Wiedervereinigung | 復活 Fukkatsu    | 27. März 2007          | 27. Juni 2009                                  |
| 25 | 6         | Stille            | 沈黙 Chinmoku    | 3. Apr. 2007           | 4. Juli 2009                                   |
| 26 | 7         | Erneuerung        | 再生 Saisei      | 10. Apr. 2007          | 4. Juli 2009                                   |
| 27 | 8         | Entführung        | 誘拐 Yuukai      | 17. Apr. 2007          | 11. Juli 2009                                  |
| 28 | 9         | Ungeduld          | 焦燥 Shousou     | 24. Apr. 2007          | 11. Juli 2009                                  |
| 29 | 10        | Vater             | 父親 Chichioya   | 1. Mai 2007            | 18. Juli 2009                                  |
| 30 | 11        | Gerechtigkeit     | 正義 Seigi       | 8. Mai 2007            | 18. Juli 2009                                  |
| 31 | 12        | Übertragung       | 移譲 Ijou        | 15. Mai 2007           | 25. Juli 2009                                  |
| 32 | 13        | Auslese           | 選択 Sentaku     | 22. Mai 2007           | 25. Juli 2009                                  |
| 33 | 14        | Hohn              | 嘲笑 Choushou    | 29. Mai 2007           | 1. Aug. 2009                                   |
| 34 | 15        | Selbstjustiz      | 虎視 Koshi       | 5. Juni 2007           | 1. Aug. 2009                                   |
| 35 | 16        | Mordabsicht       | 殺意 Satsui      | 12. Juni 2007          | 8. Aug. 2009                                   |
| 36 | 17        | 28. Januar        | 1.28             | 19. Juni 2007          | 8. Aug. 2009                                   |
| 37 | 18        | Neue Welt         | 新世界 Shinsekai | 26. Juni 2007          | 15. Aug. 2009                                  |